# Rennrodel-Weltcup 2023/24
Der Rennrodel-Weltcup 2023/24 war die 47. Auflage des Rennrodel-Weltcups seit der ersten Austragung 1977/78. Zum dritten Mal wurde die Wettbewerbsklasse Doppelsitzer in getrennten Wettbewerben für Männer und Frauen ausgetragen.

## Titelverteidiger
In der Saison 2022/23 gingen Julia Taubitz (Gesamtweltcup, Weltcup in der klassischen Disziplin und Sprint-Weltcup) im Einsitzer der Frauen, sowie Dominik Fischnaller (Gesamtweltcup und Sprint-Weltcup) und Felix Loch (klassische Disziplin) im Einsitzer der Männer als Sieger hervor. Im Doppelsitzer der Frauen siegten Andrea Vötter und Marion Oberhofer in allen drei Wertungen, im Sprint-Weltcup punktgleich mit Selina Egle und Lara Kipp; im Doppelsitzer der Männer gewannen Tobias Wendl und Tobias Arlt die Wertungen. Aus dem Teamstaffelweltcup ging Deutschland als Sieger hervor.

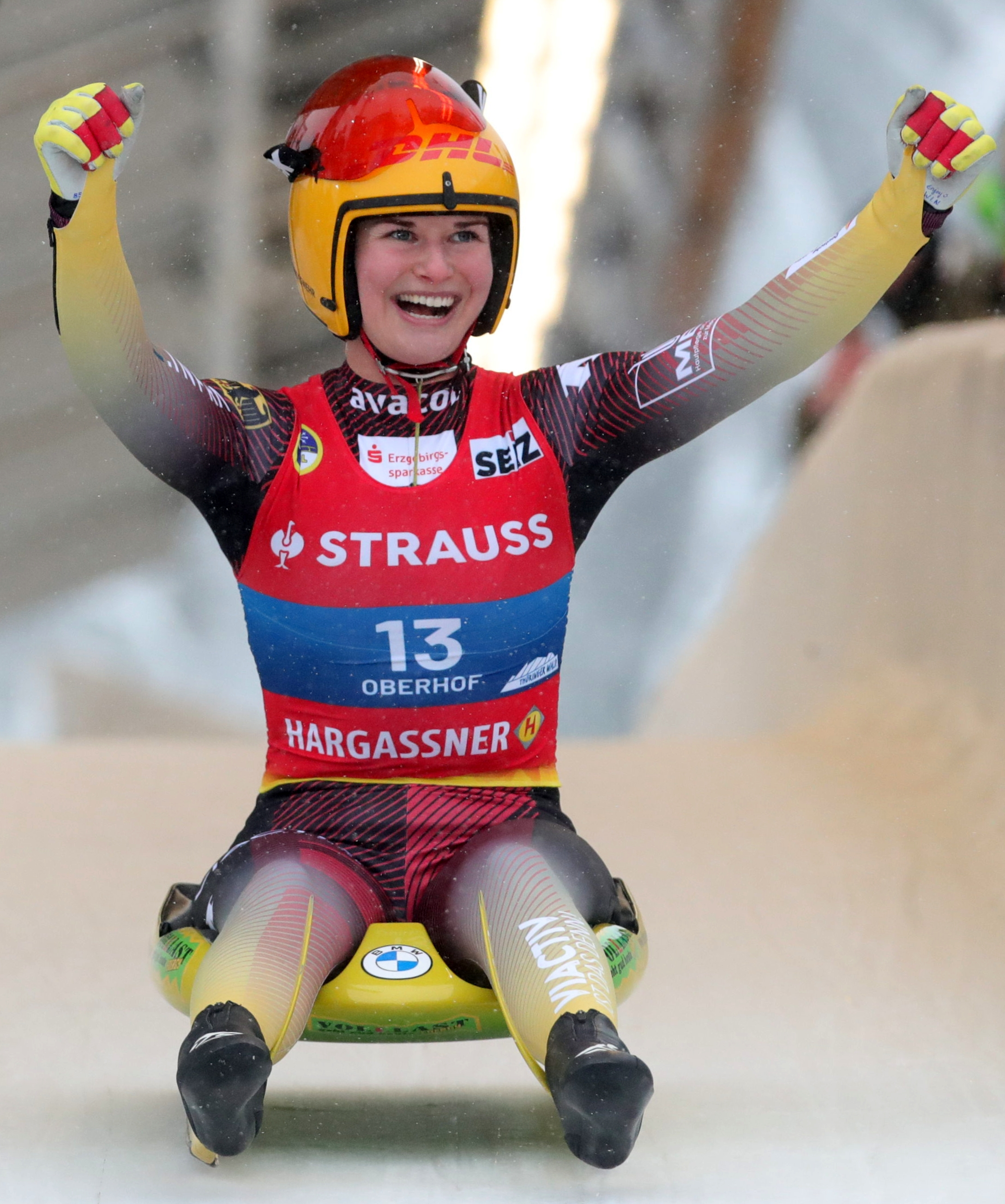
Taubitz
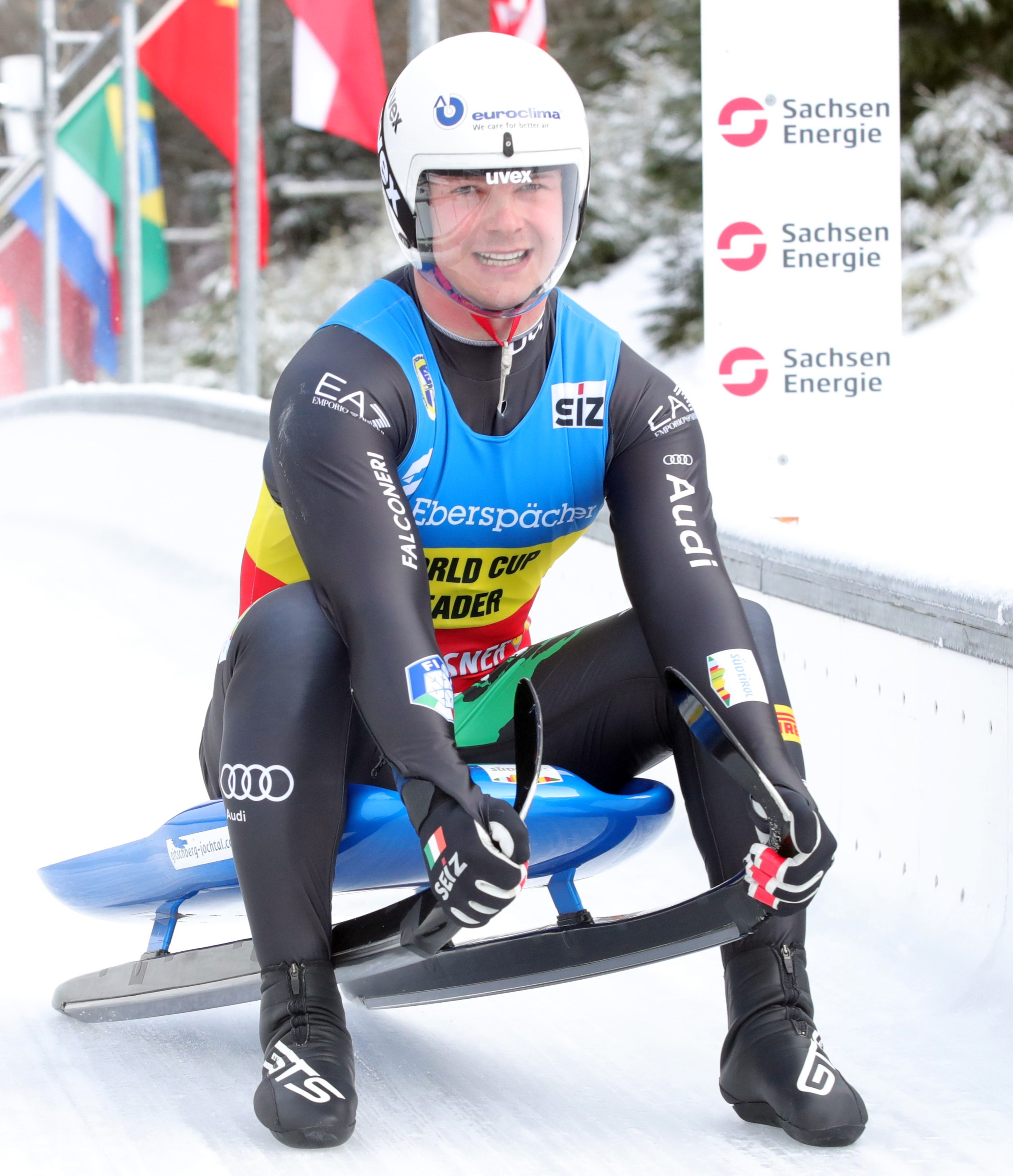
Fischnaller
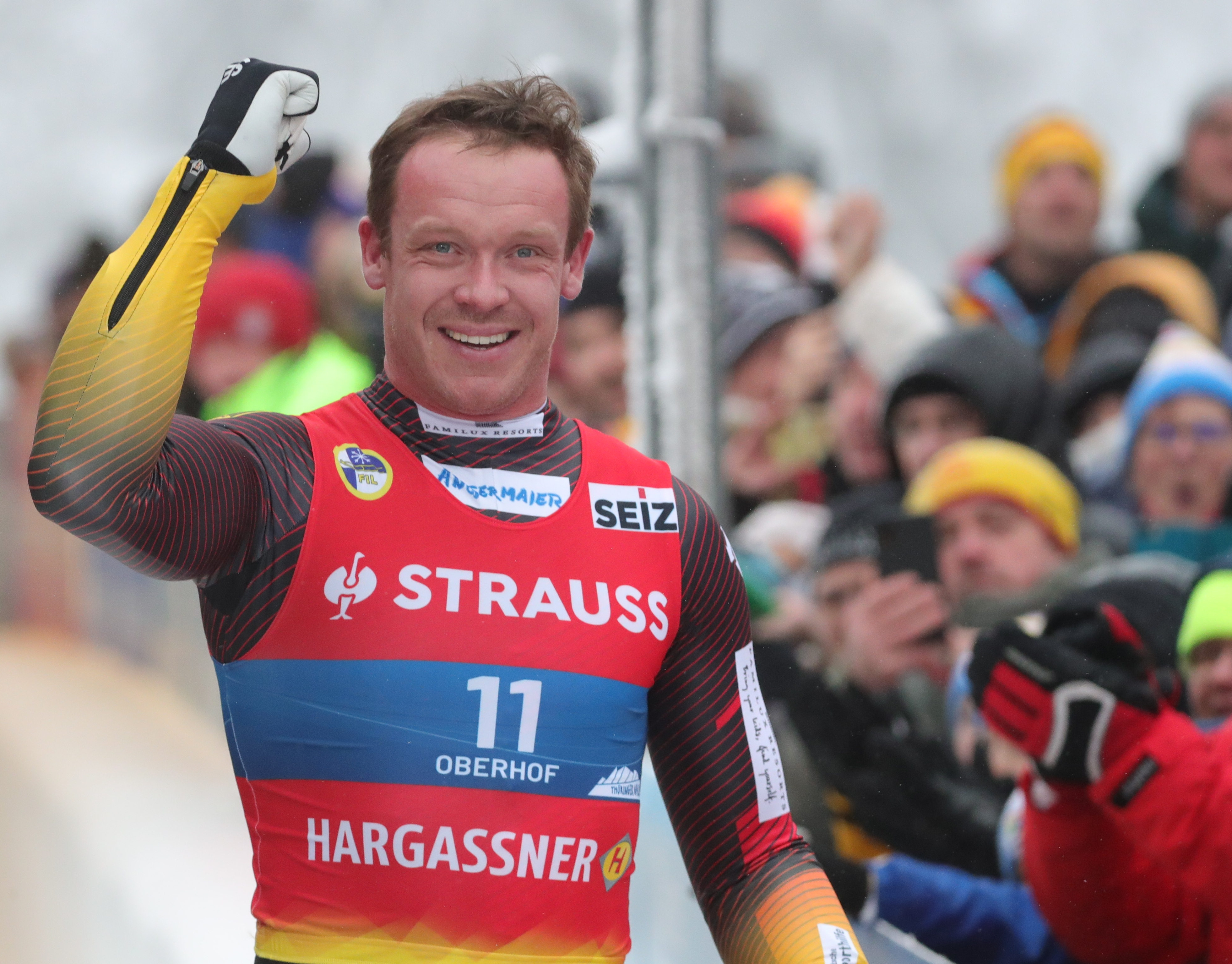
Loch
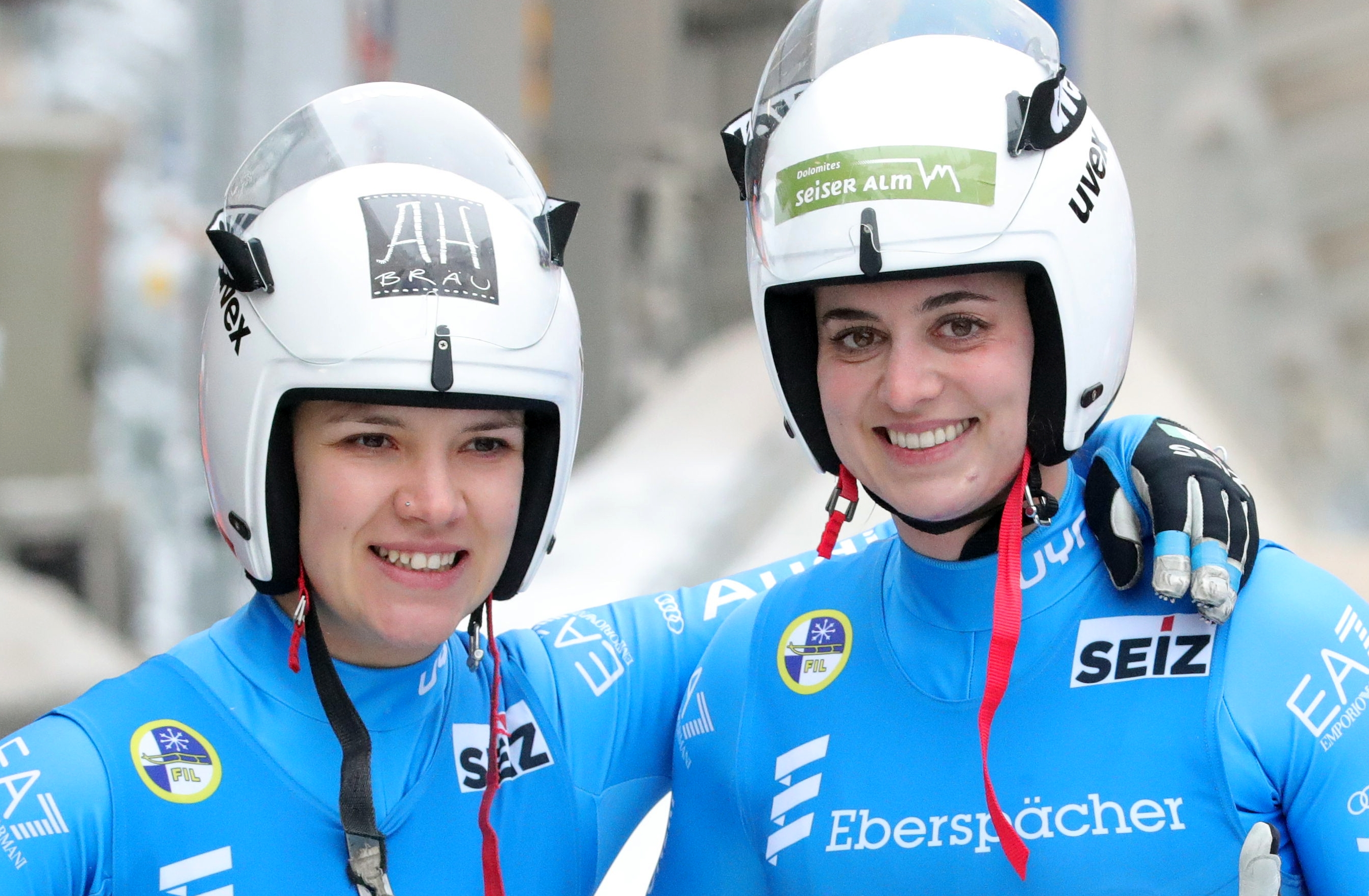
Vötter/Oberhofer
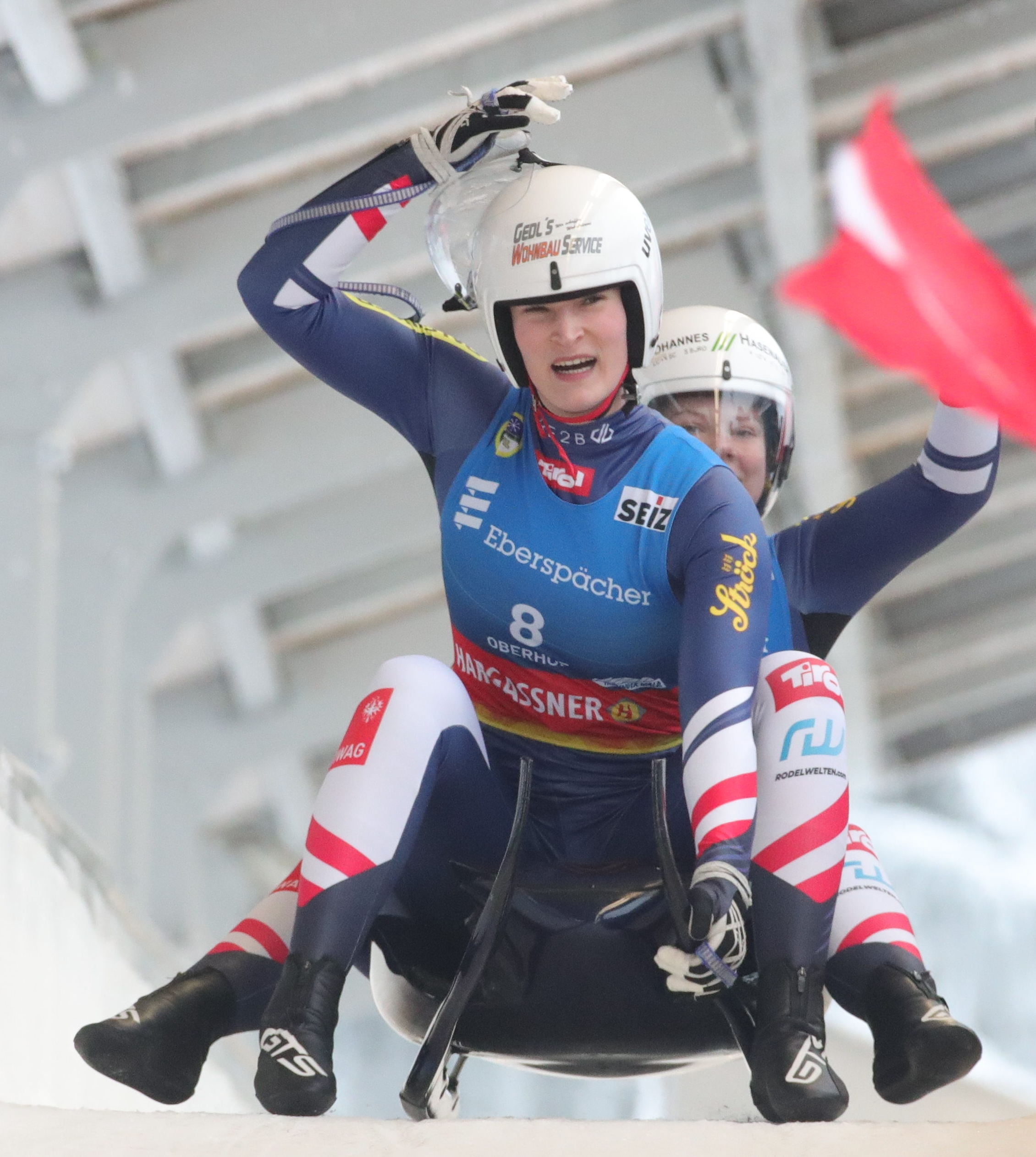
Egle/Kipp
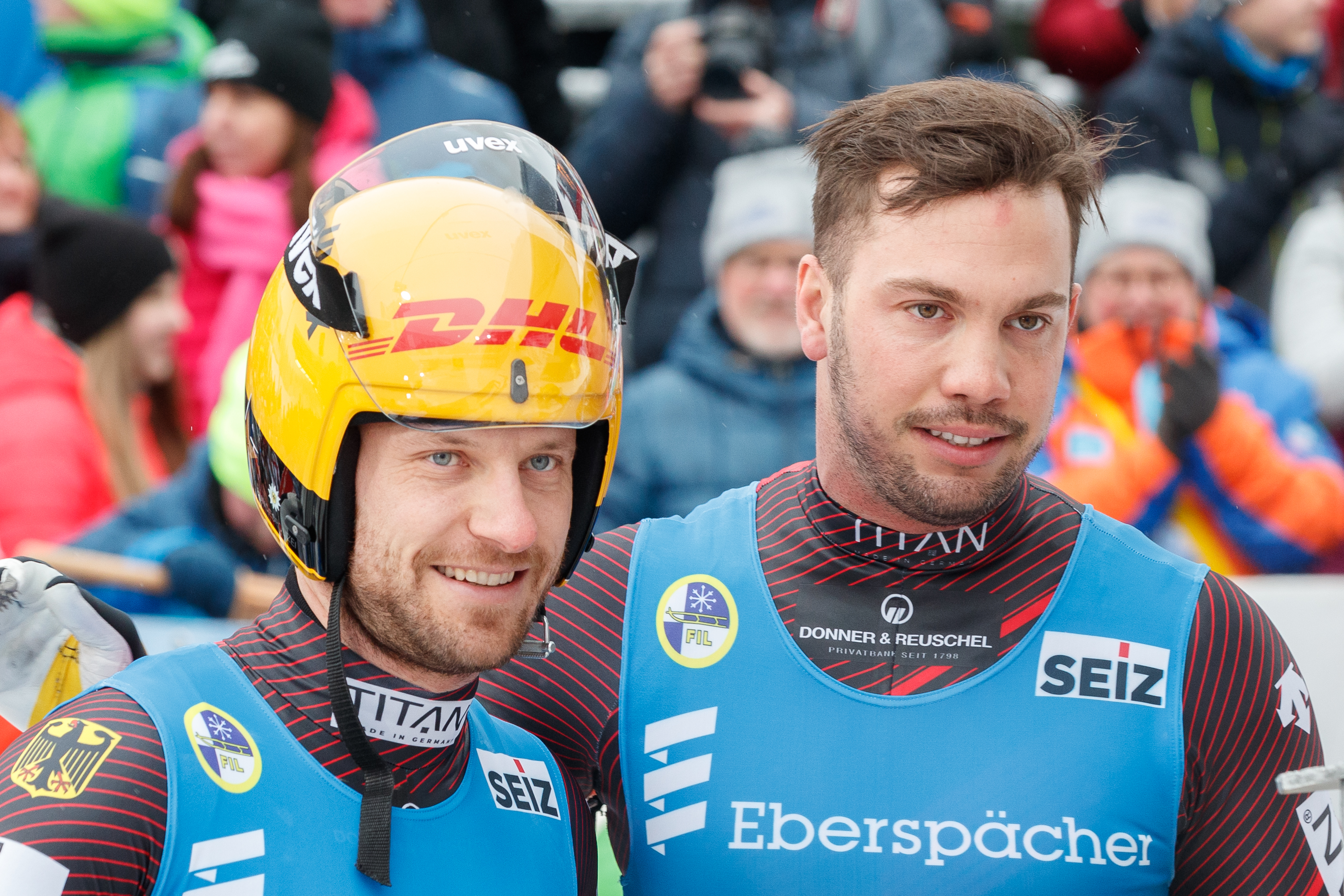
Wendl/Arlt

## Änderungen

### Sportliches Regelwerk
Nachdem das Internationale Olympische Komitee am 24. Juni 2022 die Aufnahme der Disziplin des Doppelsitzers der Frauen in das Programm für die Olympischen Winterspiele 2026 in Mailand und Cortina d’Ampezzo beschlossen hatte, wurden durch die Fédération Internationale de Luge de Course verschiedene Änderungen mit Auswirkungen für den Weltcup vorgenommen. Fand die Austragung des Frauen-Doppelsitzers in der Saison 2021/22 noch im Rahmen des Junioren-Weltcups statt, wurden die Rennen mit Beginn der Saison 2022/23 Teil der regulären Weltcupveranstaltungen. In diesem Zuge erfolgt auch die Anpassung von Startquoten für die Weltcuprennen, die Disziplin der Teamstaffel wurde jedoch noch nicht angepasst, sondern in der bisher üblichen Reihenfolge Einsitzer der Frauen, Einsitzer der Männer und Doppelsitzer der Männer ausgetragen. Zur Saison 2023/34 erfolgt die Integrierung des Doppelsitzers der Frauen in den Teamstaffelwettbewerb, welcher nun in der Reihenfolge Einsitzer der Frauen, Doppelsitzer der Männer, Einsitzer der Männer, Doppelsitzer der Frauen ausgetragen werden soll.

### Starterfeld
Mit Natalie Geisenberger (Deutschland), die bereits in der Vorsaison aufgrund ihrer zweiten Schwangerschaft pausiert hatte, beendete die Olympiasiegerin von 2014, 2018 sowie 2022 und damit erfolgreichste deutsche Winterolympionikin ihre aktive Laufbahn. Ihre Teamkollegin Dajana Eitberger wechselte vom Einsitzer zum Doppelsitzer, wo sie gemeinsam mit Saskia Schirmer antritt. Andrea Vötter und Marion Oberhofer (Italien), Gesamtweltcupsiegerinnen im Frauen-Doppelsitzer der vorangegangenen Saison, gaben bekannt, dass sie nur noch im Doppelsitzer starten werden.
Brittney Arndt (Vereinigte Staaten) beendete ihre Karriere, für sie rückte Juniorin Elana Morrison in den Kader. Ihren Abschied gab Arndt beim Nationencup zum Saisonauftakt in Lake Placid. Brooke Apshkrum (Kanada), die ihre Karriere nach der Saison 2018/19 beendet hatte, kehrte in das Aufgebot des kanadischen Nationalteams zurück und soll in Zukunft ein Doppelsitzerpaar mit Kailey Allan bilden. Auch Carolyn Maxwell kehrte als Einsitzerin in den Kader zurück. Natalie Corless, Silbermedaillengewinnerin der Olympischen Jugend-Winterspiele von 2020 und Doppelpartnerin von Caitlin Nash, beendete ihre aktive Laufbahn. Tereza Nosková, die unter anderem bei den Olympischen Winterspielen 2018 für Tschechien antrat und danach ihre Karriere beendet hatte, kehrte für die Slowakei in das Feld der Starterinnen zurück.
Anda Upīte, die im Doppelsitzer der Frauen üblicherweise gemeinsam mit Sanija Ozoliņa an den Start geht, musste im Laufe der Saison zwei Wechsel ihrer Doppelsitzerpartnerin hinnehmen. Nachdem sich Ozoliņa beim Weltcup in Whistler ein Schädel-Hirn-Trauma zugezogen hatte und für den Rest der Saison ausfiel, trat Upīte zunächst gemeinsam mit Zane Kaluma bei den Weltcups in Winterberg, Innsbruck-Igls (zugleich Europameisterschaften) und den Weltmeisterschaften in Altenberg an. Bei diesen gewann sie in Sprint und klassischer Disziplin jeweils die Silbermedaille. Beim nachfolgenden Weltcup in Altenberg trat Upīte jedoch dann mit Kitija Bogdanova an, da Kaluma im gleichen Zeitraum beim Junioren-Weltcup und den Junioren-Europameisterschaften in St. Moritz–Celerina antrat. Bogdanovas Doppelsitzerpilotin Marta Robežniece wiederum hatte sich bei den Weltmeisterschaften eine Woche zuvor eine Schulterluxation zugezogen und konnte nicht antreten. Upīte/Bogdanova gewannen bei ihrem ersten Weltcup die Silbermedaille und erzielten den Startrekord. Beim Doppelweltcup in Sigulda, der den Saisonabschluss bildet, trat Upīte wieder mit Zane Kaluma an.
Auch die Rekordweltmeister Toni Eggert und Sascha Benecken, zuletzt Doppelweltmeister von 2023, gaben ihr Karriereende bekannt. Lorenz Koller, der als Doppelsitzerpartner von Thomas Steu startete, beendete seine Karriere. Steu wird daher gemeinsam mit Wolfgang Kindl fahren. Duncan Segger, bisheriger Doppelsitzerpartner von Dana Kellogg, beendete seine Karriere für ein Studium. Kellogg bildet ab der Saison 2023/24 ein Duo mit Frank Ike, der aus dem Juniorenbereich in das Seniorenteam aufsteigt. Ikes bisheriger Partner Aidan Mueller wechselte zum Einsitzer. Mit Christopher Mazdzer, der sein Karriereende kurz vor dem Saisonstart bekanntgab und der beim Auftakt in Lake Placid seine Abschiedsrennen fährt, beendete ein weiterer US-Amerikaner seine Karriere.
Patrick Rastner aus dem italienischen Team gab ebenso kurz vor dem Start in die Weltcupsaison bekannt, die Saison 2023/34 aufgrund gesundheitlicher Probleme auszulassen. Sein bisheriger Doppelsitzerpartner Ludwig Rieder bildet ein Doppelsitzerpaar mit Lukas Gufler, dem Jugend-Olympiasieger im Doppelsitzer von Lillehammer 2016.
Im Dezember 2023 gab das deutsche Doppelsitzerpaar Robin Geueke und David Gamm sein Karriereende bekannt. Die Bronzemedaillengewinner der Weltmeisterschaften von Innsbruck-Igls 2017 hatten zum Beginn der Saison in den Selektionsrennen das Nachsehen gegenüber ihren Landsleuten Wendl/Arlt, Orlamünder/Gubitz, Jäger/Steudte sowie Ewald/Jannusch und verpassten die Weltcupqualifikation, wie bereits im Vorjahr. Auch Sebastian Bley, der im Einsitzer ebenfalls die Qualifikation für das Weltcupteam verpasst hatte, gab Anfang März 2024 das Ende seiner Karriere bekannt.

### Sportliche Leitungen
Matthias Böhmer folgte zu April 2023 auf Maria-Luise Rainer als Sportdirektor Kunstbahn der Fédération Internationale de Luge, während Rainer den Posten der FIL-Eventdirektorin für die Olympischen Winterspiele 2026 übernahm. Steve Harris übernahm den neugeschaffenen Posten des Sportintegritätsbeauftragter beim Rennrodelweltverband.
Beim lettischen Rennrodelverband übernahm Zintis Šaicāns den Posten des Cheftrainers des Weltcupteams. Der lettische Verband war zuvor seit 2018 ohne Cheftrainer, Teammanager Kristaps Mauriņš leitete nach der Umstrukturierung im Anschluss an die Olympischen Winterspiele ein Trainerteam, welches das Team betreute. Zur Saison 2023/24 übernahm Šaicāns, zuvor Junioren-Cheftrainer, die sportliche Leitung. Mauriņš hingegen übernahm den Posten des Generalsekretär des lettischen Verbands.
Auch der US-amerikanische Verband USA Luge stellte sein Trainerteam um. Den Posten des Cheftrainers übernahm Ľubomír Mick, der bereits in der Vorsaison der sportlichen Leitung angehörte. Während ihm Kaspars Dumpis weiterhin als Assistent zur Seite steht, stieß Toni Eggert nach dem Ende der aktiven Laufbahn neu zum Trainerteam. Jakub Šimoňák wurde Teammanager, Pat Anderson kehrte auf den Posten Cheftrainer des Juniorenteam zurück. Als sein Assistenten fungiert Artūrs Dārznieks, Keith Younger übernimmt den Posten des Teammanagers.

## Terminkalender
Der Weltcupkalender wurde von der Fédération Internationale de Luge am 23. März 2023 bekanntgegeben. Der Weltcupauftakt rückte, damit die Vereisung der Bahnen nicht zu früh im Jahr geschehen muss, in den Dezember und fand auf der Olympia-Bobbahn Mount Van Hoevenberg im US-amerikanischen Lake Placid statt. Aufgrund der Einschränkungen durch die COVID-19-Pandemie in den vergangenen Jahren war Lake Placid zuletzt in der Saison 2019/20 Austragungsort eines Weltcups. Eine Woche später folgte mit dem Weltcup im Whistler Sliding Centre im kanadischen Whistler Mountain die zweite nordamerikanische Station, ehe die Weihnachtspause den Weltcup unterbrach. Mit dem Start ins Jahr 2024 kehrte der Weltcup nach Europa zurück, wo zunächst in der Winterberger Veltins-Eisarena und der Oberhofer Rennrodelbahn gerodelt werden sollte. Die internationale Trainingswoche anlässlich der Weltmeisterschaften 2024 auf der Rennschlitten- und Bobbahn in Altenberg, auf die die Welttitelkämpfe folgten, waren die nächste Station im Kalender. Der Weltcuptross verblieb danach eine weitere Woche in Altenberg, wo die fünfte Weltcupstation ausgetragen wurde. Anschließend sollte eine Station auf dem Olympia-Eiskanal in Innsbruck-Igls und eine Woche später erneut Halt in Oberhof machen, bevor es schlussendlich zum Weltcupfinale ins lettische Sigulda ging. Dort wird die Saison mit einem Doppelweltcup beendet, womit eine die Ausdehnung der Saison bis Anfang März erfolgt. Anfang April 2023 gab der Weltverband den Tausch der Weltcupstationen Innsbruck-Igls und Oberhof I bekannt, sodass vor der internationalen Trainingswoche vor den Altenberger Weltmeisterschaften nun in Österreich Station gemacht wurde und nach Weltmeisterschaften sowie Weltcup in Altenberg ein Doppelweltcup in Oberhof folgte.
Insgesamt fanden neun Weltcupwochenenden in fünf Ländern statt. An sechs Weltcupwochenenden (Whistler, Winterberg, Altenberg, Innsbruck-Igls, Oberhof I und Sigulda II) wurden Teamstaffelwettbewerbe, an drei Wochenenden Sprintwettbewerbe (Lake Placid, Oberhof II und Sigulda I) veranstaltet. Im Vergleich zur Saison 2022/23 entfallen die Weltcup-Stationen auf dem Utah Olympic Park Track in Park City (ersetzt durch Lake Placid) und auf dem Olympia Bob Run St. Moritz–Celerina in St. Moritz–Celerina.

### Weltcup
| Datum                                                     | Ort                                    | Disziplin    | Disziplin       | Erster Platz                                                                                                  | Zweiter Platz                                                                                             | Dritter Platz |
| --------------------------------------------------------- | -------------------------------------- | ------------ | --------------- | --- | --- | --- |
| 8. bis 9. Dezember 2023                                   | Lake Placid                            | Einsitzer    | Frauen          | Madeleine Egle                                                                                                | Julia Taubitz                                                                                             | Summer Britcher |
| 8. bis 9. Dezember 2023                                   | Lake Placid                            | Einsitzer    | Frauen (Sprint) | Julia Taubitz                                                                                                 | Ashley Farquharson                                                                                        | Emily Sweeney |
| 8. bis 9. Dezember 2023                                   | Lake Placid                            | Einsitzer    | Männer          | Max Langenhan                                                                                                 | Jonas Müller                                                                                              | Nico Gleirscher |
| 8. bis 9. Dezember 2023                                   | Lake Placid                            | Einsitzer    | Männer (Sprint) | Max Langenhan                                                                                                 | Felix Loch                                                                                                | Nico Gleirscher |
| 8. bis 9. Dezember 2023                                   | Lake Placid                            | Doppelsitzer | Frauen          | Selina Egle / Lara Kipp                                                                                       | Dajana Eitberger / Saskia Schirmer                                                                        | Andrea Vötter / Marion Oberhofer |
| 8. bis 9. Dezember 2023                                   | Lake Placid                            | Doppelsitzer | Frauen (Sprint) | Selina Egle / Lara Kipp                                                                                       | Chevonne Forgan / Sophia Kirkby                                                                           | Dajana Eitberger / Saskia Schirmer                                                                                                   |
| 8. bis 9. Dezember 2023                                   | Lake Placid                            | Doppelsitzer | Männer          | Zachary DiGregorio / Sean Hollander                                                                           | Thomas Steu / Wolfgang Kindl                                                                              | Juri Gatt / Riccardo Schöpf |
| 8. bis 9. Dezember 2023                                   | Lake Placid                            | Doppelsitzer | Männer (Sprint) | Mārtiņš Bots / Roberts Plūme                                                                                  | Thomas Steu / Wolfgang Kindl                                                                              | Tobias Wendl / Tobias Arlt |
| 15. bis 16. Dezember 2023 zugleich APM 2023               | Whistler                               | Einsitzer    | Frauen          | Julia Taubitz                                                                                                 | Anna Berreiter                                                                                            | Merle Fräbel |
| 15. bis 16. Dezember 2023 zugleich APM 2023               | Whistler                               | Einsitzer    | Männer          | Max Langenhan                                                                                                 | Jonas Müller                                                                                              | Kristers Aparjods |
| 15. bis 16. Dezember 2023 zugleich APM 2023               | Whistler                               | Doppelsitzer | Frauen          | Jessica Degenhardt / Cheyenne Rosenthal                                                                       | Dajana Eitberger / Saskia Schirmer                                                                        | Andrea Vötter / Marion Oberhofer |
| 15. bis 16. Dezember 2023 zugleich APM 2023               | Whistler                               | Doppelsitzer | Männer          | Tobias Wendl / Tobias Arlt                                                                                    | Thomas Steu / Wolfgang Kindl                                                                              | Hannes Orlamünder / Paul Gubitz |
| 15. bis 16. Dezember 2023 zugleich APM 2023               | Whistler                               | Teamstaffel  | Teamstaffel     | DeutschlandJulia Taubitz Tobias Wendl / Tobias Arlt Max Langenhan Jessica Degenhardt / Cheyenne Rosenthal     | ÖsterreichMadeleine Egle Thomas Steu / Wolfgang Kindl Jonas Müller Selina Egle / Lara Kipp                | Vereinigte StaatenEmily Sweeney Zachary DiGregorio / Sean Hollander Tucker West Chevonne Forgan / Sophia Kirkby                      |
| 6. bis 7. Januar 2024                                     | Winterberg                             | Einsitzer    | Frauen          | Madeleine Egle                                                                                                | Julia Taubitz                                                                                             | Hannah Prock |
| 6. bis 7. Januar 2024                                     | Winterberg                             | Einsitzer    | Männer          | Max Langenhan                                                                                                 | Dominik Fischnaller                                                                                       | Kristers Aparjods |
| 6. bis 7. Januar 2024                                     | Winterberg                             | Doppelsitzer | Frauen          | Jessica Degenhardt / Cheyenne Rosenthal                                                                       | Andrea Vötter / Marion Oberhofer                                                                          | Selina Egle / Lara Kipp |
| 6. bis 7. Januar 2024                                     | Winterberg                             | Doppelsitzer | Männer          | Juri Gatt / Riccardo Schöpf                                                                                   | Tobias Wendl / Tobias Arlt                                                                                | Hannes Orlamünder / Paul Gubitz |
| 6. bis 7. Januar 2024                                     | Winterberg                             | Teamstaffel  | Teamstaffel     | DeutschlandAnna Berreiter Tobias Wendl / Tobias Arlt Max Langenhan Jessica Degenhardt / Cheyenne Rosenthal    | ÖsterreichHannah Prock Juri Gatt / Riccardo Schöpf Jonas Müller Selina Egle / Lara Kipp                   | Vereinigte StaatenAshley Farquharson Zachary DiGregorio / Sean Hollander Jonathan Eric Gustafson Chevonne Forgan / Sophia Kirkby     |
| 13. bis 14. Januar 2024 zugleich EM 2024                  | Innsbruck-Igls ursprünglich: Oberhof I | Einsitzer    | Frauen          | Madeleine Egle                                                                                                | Julia Taubitz                                                                                             | Anna Berreiter |
| 13. bis 14. Januar 2024 zugleich EM 2024                  | Innsbruck-Igls ursprünglich: Oberhof I | Einsitzer    | Männer          | Jonas Müller                                                                                                  | Nico Gleirscher                                                                                           | Max Langenhan |
| 13. bis 14. Januar 2024 zugleich EM 2024                  | Innsbruck-Igls ursprünglich: Oberhof I | Doppelsitzer | Frauen          | Jessica Degenhardt / Cheyenne Rosenthal                                                                       | Andrea Vötter / Marion Oberhofer                                                                          | Chevonne Forgan / Sophia Kirkby |
| 13. bis 14. Januar 2024 zugleich EM 2024                  | Innsbruck-Igls ursprünglich: Oberhof I | Doppelsitzer | Männer          | Thomas Steu / Wolfgang Kindl                                                                                  | Mārtiņš Bots / Roberts Plūme                                                                              | Tobias Wendl / Tobias Arlt |
| 13. bis 14. Januar 2024 zugleich EM 2024                  | Innsbruck-Igls ursprünglich: Oberhof I | Teamstaffel  | Teamstaffel     | ÖsterreichMadeleine Egle Thomas Steu / Wolfgang Kindl Jonas Müller Selina Egle / Lara Kipp                    | DeutschlandJulia Taubitz Tobias Wendl / Tobias Arlt Max Langenhan Jessica Degenhardt / Cheyenne Rosenthal | ItalienVerena Hofer Emanuel Rieder / Simon Kainzwaldner Dominik Fischnaller Andrea Vötter / Marion Oberhofer                         |
| 26. bis 28. Januar 2024: Weltmeisterschaften in Altenberg |                                        |              |                 | | | |
| 3. bis 4. Februar 2024                                    | Altenberg                              | Einsitzer    | Frauen          | Julia Taubitz                                                                                                 | Elīna Ieva Vītola                                                                                         | Lisa Schulte |
| 3. bis 4. Februar 2024                                    | Altenberg                              | Einsitzer    | Männer          | Max Langenhan                                                                                                 | David Gleirscher                                                                                          | Kristers Aparjods |
| 3. bis 4. Februar 2024                                    | Altenberg                              | Doppelsitzer | Frauen          | Andrea Vötter / Marion Oberhofer                                                                              | Anda Upīte / Kitija Bogdanova                                                                             | Dajana Eitberger / Saskia Schirmer                                                                                                   |
| 3. bis 4. Februar 2024                                    | Altenberg                              | Doppelsitzer | Männer          | Juri Gatt / Riccardo Schöpf                                                                                   | Thomas Steu / Wolfgang Kindl                                                                              | Emanuel Rieder / Simon Kainzwaldner                                                                                                  |
| 3. bis 4. Februar 2024                                    | Altenberg                              | Teamstaffel  | Teamstaffel     | LettlandElīna Ieva Vītola Mārtiņš Bots / Roberts Plūme Kristers Aparjods Anda Upīte / Kitija Bogdanova        | Vereinigte StaatenEmily Sweeney Dana Kellogg / Frank Ike Tucker West Chevonne Forgan / Sophia Kirkby      | RumänienIoana-Corina Buzatoiu Tudor-Ștefan Handaric / Sebastian Motzca Valentin Crețu Raluca Strămăturaru / Mihaela-Carmen Manolescu |
| 10. bis 11. Februar 2024                                  | Oberhof I ursprünglich: Innsbruck-Igls | Einsitzer    | Frauen          | Merle Fräbel                                                                                                  | Madeleine Egle                                                                                            | Julia Taubitz |
| 10. bis 11. Februar 2024                                  | Oberhof I ursprünglich: Innsbruck-Igls | Einsitzer    | Männer          | Kristers Aparjods                                                                                             | Max Langenhan                                                                                             | David Gleirscher |
| 10. bis 11. Februar 2024                                  | Oberhof I ursprünglich: Innsbruck-Igls | Doppelsitzer | Frauen          | Jessica Degenhardt / Cheyenne Rosenthal                                                                       | Andrea Vötter / Marion Oberhofer                                                                          | Selina Egle / Lara Kipp |
| 10. bis 11. Februar 2024                                  | Oberhof I ursprünglich: Innsbruck-Igls | Doppelsitzer | Männer          | Thomas Steu / Wolfgang Kindl                                                                                  | Hannes Orlamünder / Paul Gubitz                                                                           | Tobias Wendl / Tobias Arlt |
| 10. bis 11. Februar 2024                                  | Oberhof I ursprünglich: Innsbruck-Igls | Teamstaffel  | Teamstaffel     | DeutschlandMerle Fräbel Hannes Orlamünder / Paul Gubitz Max Langenhan Jessica Degenhardt / Cheyenne Rosenthal | LettlandKendija Aparjode Mārtiņš Bots / Roberts Plūme Kristers Aparjods Anda Upīte / Kitija Bogdanova     | ÖsterreichMadeleine Egle Thomas Steu / Wolfgang Kindl David Gleirscher Selina Egle / Lara Kipp                                       |
| 17. bis 18. Februar 2024                                  | Oberhof II                             | Einsitzer    | Frauen          | Julia Taubitz                                                                                                 | Anna Berreiter                                                                                            | Madeleine Egle |
| 17. bis 18. Februar 2024                                  | Oberhof II                             | Einsitzer    | Frauen (Sprint) | Julia Taubitz                                                                                                 | Natalie Maag                                                                                              | Anna Berreiter |
| 17. bis 18. Februar 2024                                  | Oberhof II                             | Einsitzer    | Männer          | Jonas Müller                                                                                                  | Max Langenhan                                                                                             | Felix Loch |
| 17. bis 18. Februar 2024                                  | Oberhof II                             | Einsitzer    | Männer (Sprint) | Max Langenhan                                                                                                 | Jonas Müller                                                                                              | Wolfgang Kindl |
| 17. bis 18. Februar 2024                                  | Oberhof II                             | Doppelsitzer | Frauen          | Dajana Eitberger / Saskia Schirmer                                                                            | Andrea Vötter / Marion Oberhofer                                                                          | Jessica Degenhardt / Cheyenne Rosenthal                                                                                              |
| 17. bis 18. Februar 2024                                  | Oberhof II                             | Doppelsitzer | Frauen (Sprint) | Selina Egle / Lara Kipp                                                                                       | Dajana Eitberger / Saskia Schirmer                                                                        | Andrea Vötter / Marion Oberhofer |
| 17. bis 18. Februar 2024                                  | Oberhof II                             | Doppelsitzer | Männer          | Thomas Steu / Wolfgang Kindl                                                                                  | Tobias Wendl / Tobias Arlt                                                                                | Hannes Orlamünder / Paul Gubitz |
| 17. bis 18. Februar 2024                                  | Oberhof II                             | Doppelsitzer | Männer (Sprint) | Hannes Orlamünder / Paul Gubitz                                                                               | Thomas Steu / Wolfgang Kindl                                                                              | Tobias Wendl / Tobias Arlt |
| 24. bis 25. Februar 2024                                  | Sigulda I                              | Einsitzer    | Frauen          | Anna Berreiter                                                                                                | Elīna Ieva Vītola                                                                                         | Julia Taubitz |
| 24. bis 25. Februar 2024                                  | Sigulda I                              | Einsitzer    | Frauen (Sprint) | Julia Taubitz                                                                                                 | Kendija Aparjode                                                                                          | Emily Sweeney |
| 24. bis 25. Februar 2024                                  | Sigulda I                              | Einsitzer    | Männer          | Felix Loch | Kristers Aparjods                                                                                         | Max Langenhan |
| 24. bis 25. Februar 2024                                  | Sigulda I                              | Einsitzer    | Männer (Sprint) | Felix Loch | Kristers Aparjods                                                                                         | David Gleirscher |
| 24. bis 25. Februar 2024                                  | Sigulda I                              | Doppelsitzer | Frauen          | Jessica Degenhardt / Cheyenne Rosenthal                                                                       | Andrea Vötter / Marion Oberhofer                                                                          | Dajana Eitberger / Saskia Schirmer                                                                                                   |
| 24. bis 25. Februar 2024                                  | Sigulda I                              | Doppelsitzer | Frauen (Sprint) | Andrea Vötter / Marion Oberhofer                                                                              | Selina Egle / Lara Kipp                                                                                   | Dajana Eitberger / Saskia Schirmer                                                                                                   |
| 24. bis 25. Februar 2024                                  | Sigulda I                              | Doppelsitzer | Männer          | Mārtiņš Bots / Roberts Plūme                                                                                  | Tobias Wendl / Tobias Arlt                                                                                | Thomas Steu / Wolfgang Kindl |
| 24. bis 25. Februar 2024                                  | Sigulda I                              | Doppelsitzer | Männer (Sprint) | Mārtiņš Bots / Roberts Plūme                                                                                  | Tobias Wendl / Tobias Arlt                                                                                | Emanuel Rieder / Simon Kainzwaldner                                                                                                  |
| 2. bis 3. März 2024                                       | Sigulda II                             | Einsitzer    | Frauen          | Elīna Ieva Vītola                                                                                             | Anna Berreiter                                                                                            | Merle Fräbel |
| 2. bis 3. März 2024                                       | Sigulda II                             | Einsitzer    | Männer          | Kristers Aparjods                                                                                             | Felix Loch                                                                                                | Nico Gleirscher |
| 2. bis 3. März 2024                                       | Sigulda II                             | Doppelsitzer | Frauen          | Jessica Degenhardt / Cheyenne Rosenthal                                                                       | Dajana Eitberger / Saskia Schirmer                                                                        | Selina Egle / Lara Kipp |
| 2. bis 3. März 2024                                       | Sigulda II                             | Doppelsitzer | Männer          | Mārtiņš Bots / Roberts Plūme                                                                                  | Tobias Wendl / Tobias Arlt                                                                                | Thomas Steu / Wolfgang Kindl |
| 2. bis 3. März 2024                                       | Sigulda II                             | Teamstaffel  | Teamstaffel     | DeutschlandAnna Berreiter Tobias Wendl / Tobias Arlt Felix Loch Jessica Degenhardt / Cheyenne Rosenthal       | LettlandElīna Ieva Vītola Mārtiņš Bots / Roberts Plūme Kristers Aparjods Anda Upīte / Zane Kaluma         | Vereinigte StaatenAshley Farquharson Zachary DiGregorio / Sean Hollander Tucker West Chevonne Forgan / Sophia Kirkby                 |

### Nationencup
Der Nationencup dient zur Qualifikation der schwächeren, nicht gesetzten Athleten und Athletinnen für die Weltcup-Rennen. Auch Starter und Starterinnen, die sich nicht für das eigentliche Weltcup-Rennen qualifizieren erhalten aufgrund ihrer Platzierungen im Nationencup Weltcup-Punkte. Zudem gibt es eine eigene Wertung des Nationencups mit demselben Punktesystem wie im Weltcup. Neben den Startern und Starterinnen, die sich für den Weltcup qualifizieren können, sind üblicherweise auch zusätzliche Fahrer und Fahrerinnen erlaubt, die ohne Qualifikationschance für den Weltcup antreten.
| Datum             | Ort                                    | Disziplin    | Disziplin | Erster Platz                        | Zweiter Platz                              | Dritter Platz                      |
| ----------------- | -------------------------------------- | ------------ | --------- | ----------------------------------- | ------------------------------------------ | ---------------------------------- |
| 7. Dezember 2023  | Lake Placid                            | Einsitzer    | Frauen    | Ashley Farquharson                  | Trinity Ellis                              | Summer Britcher                    |
| 7. Dezember 2023  | Lake Placid                            | Einsitzer    | Männer    | Tucker West                         | Jonathan Eric Gustafson                    | Alexander Michael Ferlazzo         |
| 7. Dezember 2023  | Lake Placid                            | Doppelsitzer | Frauen    | Dajana Eitberger / Saskia Schirmer  | Olena Stezkiw / Oleksandra Moch            | Anna Čežíková / Lucie Jansová      |
| 7. Dezember 2023  | Lake Placid                            | Doppelsitzer | Männer    | Thomas Steu / Wolfgang Kindl        | Ivan Nagler / Fabian Malleier              | Ludwig Rieder / Lukas Gufler       |
| 14. Dezember 2023 | Whistler                               | Einsitzer    | Frauen    | Ashley Farquharson                  | Embyr-Lee Susko                            | Midori Holland                     |
| 14. Dezember 2023 | Whistler                               | Einsitzer    | Männer    | Jonathan Eric Gustafson             | Alexander Michael Ferlazzo                 | Anton Dukatsch                     |
| 14. Dezember 2023 | Whistler                               | Doppelsitzer | Frauen    | Keine Austragung                    | Keine Austragung                           | Keine Austragung                   |
| 14. Dezember 2023 | Whistler                               | Doppelsitzer | Männer    | Ivan Nagler / Fabian Malleier       | Moritz Jäger / Valetin Steudte             | Marcus Mueller / Ansel Haugsjaa    |
| 5. Januar 2024    | Winterberg                             | Einsitzer    | Frauen    | Hannah Prock                        | Sandra Robatscher                          | Embyr-Lee Susko                    |
| 5. Januar 2024    | Winterberg                             | Einsitzer    | Männer    | Kaspars Rinks                       | Andrij Mandsij                             | Gints Bērziņš                      |
| 5. Januar 2024    | Winterberg                             | Doppelsitzer | Frauen    | Anda Upīte / Zane Kaluma            | Marta Robežniece / Kitija Bogdanova        | Elisa Storch / Pauline Patz        |
| 5. Januar 2024    | Winterberg                             | Doppelsitzer | Männer    | Moritz Jäger / Valentin Steudte     | Max Ewald / Jakob Jannusch                 | Dana Kellogg / Frank Ike           |
| 12. Januar 2024   | Innsbruck-Igls ursprünglich: Oberhof I | Einsitzer    | Frauen    | Sandra Robatscher                   | Barbara Allmaier                           | Verena Hofer                       |
| 12. Januar 2024   | Innsbruck-Igls ursprünglich: Oberhof I | Einsitzer    | Männer    | Jozef Ninis                         | Gints Bērziņš                              | Andrij Mandsij                     |
| 12. Januar 2024   | Innsbruck-Igls ursprünglich: Oberhof I | Doppelsitzer | Frauen    | Marta Robežniece / Kitija Bogdanova | Anda Upīte / Zane Kaluma                   | Lisa Zimmermann / Dorothea Schwarz |
| 12. Januar 2024   | Innsbruck-Igls ursprünglich: Oberhof I | Doppelsitzer | Männer    | Dana Kellogg / Frank Ike            | Raimonds Baltgalvis / Vitālijs Jegorovs    | Moritz Jäger / Valentin Steudte    |
| 2. Februar 2023   | Altenberg                              | Einsitzer    | Frauen    | Sigita Bērziņa                      | Melina Fischer                             | Nina Zöggeler                      |
| 2. Februar 2023   | Altenberg                              | Einsitzer    | Männer    | Timon Grancagnolo                   | David Nößler                               | Alex Gufler                        |
| 2. Februar 2023   | Altenberg                              | Doppelsitzer | Frauen    | Keine Austragung                    | Keine Austragung                           | Keine Austragung                   |
| 2. Februar 2023   | Altenberg                              | Doppelsitzer | Männer    | Zachary DiGregorio / Sean Hollander | Dana Kellogg / Frank Ike                   | Tomáš Vaverčák / Matej Zmij        |
| 9. Februar 2023   | Oberhof I ursprünglich: Innsbruck-Igls | Einsitzer    | Frauen    | Sigita Bērziņa                      | Nina Zöggeler                              | Trinity Ellis                      |
| 9. Februar 2023   | Oberhof I ursprünglich: Innsbruck-Igls | Einsitzer    | Männer    | Gints Bērziņš                       | Jozef Ninis                                | Anton Dukatsch                     |
| 9. Februar 2023   | Oberhof I ursprünglich: Innsbruck-Igls | Doppelsitzer | Frauen    | Keine Austragung                    | Keine Austragung                           | Keine Austragung                   |
| 9. Februar 2023   | Oberhof I ursprünglich: Innsbruck-Igls | Doppelsitzer | Männer    | Zachary DiGregorio / Sean Hollander | Eduards Ševics-Mikeļševics / Lūkass Krasts | Max Ewald / Jakob Jannusch         |
| 16. Februar 2024  | Oberhof II                             | Einsitzer    | Frauen    | Verena Hofer                        | Hannah Prock                               | Sigita Bērziņa                     |
| 16. Februar 2024  | Oberhof II                             | Einsitzer    | Männer    | Gints Bērziņš                       | Jozef Ninis                                | Svante Kohala                      |
| 16. Februar 2024  | Oberhof II                             | Doppelsitzer | Frauen    | Keine Austragung                    | Keine Austragung                           | Keine Austragung                   |
| 16. Februar 2024  | Oberhof II                             | Doppelsitzer | Männer    | Ludwig Rieder / Lukas Gufler        | Zachary DiGregorio / Sean Hollander        | Tomáš Vaverčák / Matej Zmij        |
| 23. Februar 2024  | Sigulda I                              | Einsitzer    | Frauen    | Verena Hofer                        | Summer Britcher                            | Nina Zöggeler                      |
| 23. Februar 2024  | Sigulda I                              | Einsitzer    | Männer    | Gints Bērziņš                       | Svante Kohala                              | Anton Dukatsch                     |
| 23. Februar 2024  | Sigulda I                              | Doppelsitzer | Frauen    | Anda Upīte / Zane Kaluma            | Viktorija Ziediņa / Selīna Zvilna          | nur zwei Teams erreichten das Ziel |
| 23. Februar 2024  | Sigulda I                              | Doppelsitzer | Männer    | Ludwig Rieder / Lukas Gufler        | Saikeyi Jubayi / Shuo Hou                  | Tomáš Vaverčák / Matej Zmij        |
| 1. März 2024      | Sigulda II                             | Einsitzer    | Frauen    | Verena Hofer                        | Summer Britcher                            | Nina Zöggeler                      |
| 1. März 2024      | Sigulda II                             | Einsitzer    | Männer    | Timon Grancagnolo                   | Andrij Mandsij                             | Kaspars Rinks                      |
| 1. März 2024      | Sigulda II                             | Doppelsitzer | Frauen    | Keine Austragung                    | Keine Austragung                           | Keine Austragung                   |
| 1. März 2024      | Sigulda II                             | Doppelsitzer | Männer    | Tomáš Vaverčák / Matej Zmij         | Raimonds Baltgalvis / Vitālijs Jegorovs    | Saikeyi Jubayi / Shuo Hou          |

## Gesamtwertung

### Weltcup

#### Einsitzer der Frauen
| Athletin               | Weltcup | Weltcup     | Sprint-Weltcup | Sprint-Weltcup | Gesamtweltcup | Gesamtweltcup |
| Athletin               | Punkte  | Platzierung | Punkte         | Platzierung    | Punkte        | Platzierung   |
| ---------------------- | ------- | ----------- | -------------- | -------------- | ------------- | ------------- |
| Julia Taubitz          | 734     | 1           | 300            | 1              | 1034          | 1             |
| Anna Berreiter         | 651     | 2           | 140            | 8              | 791           | 2             |
| Madeleine Egle         | 622     | 3           | 120            | 10             | 742           | 3             |
| Elīna Ieva Vītola      | 522     | 4           | 100            | 12             | 622           | 4             |
| Lisa Schulte           | 469     | 5           | 147            | 7              | 616           | 5             |
| Ashley Farquharson     | 446     | 7           | 166            | 5              | 612           | 6             |
| Merle Fräbel           | 463     | 6           | 148            | 6              | 611           | 7             |
| Emily Sweeney          | 393     | 8           | 190            | 2              | 583           | 8             |
| Kendija Aparjode       | 373     | 9           | 186            | 3              | 559           | 9             |
| Natalie Maag           | 352     | 10          | 170            | 4              | 552           | 10            |
| Hannah Prock           | 306     | 13          | 124            | 10             | 430           | 11            |
| Sigita Bērziņa         | 315     | 12          | 106            | 11             | 421           | 12            |
| Summer Britcher        | 328     | 11          | 85             | 14             | 413           | 13            |
| Verena Hofer           | 261     | 14          | 93             | 13             | 354           | 14            |
| Nina Zöggeler          | 219     | 15          |                |                | 219           | 15            |
| Trinity Ellis          | 179     | 16          | 34             | 15             | 213           | 16            |
| Melina Fischer         | 178     | 17          | 34             | 15             | 212           | 17            |
| Olena Stezkiw          | 153     | 18          |                |                | 153           | 18            |
| Ioana-Corina Buzatoiu  | 145     | 19          |                |                | 145           | 19            |
| Tove Kohala            | 139     | 20          |                |                | 139           | 20            |
| Huilan Hu              | 133     | 21          |                |                | 133           | 21            |
| Zane Kaluma            | 102     | 26          | 30             | 17             | 132           | 22            |
| Klaudia Domaradzka     | 119     | 22          |                |                | 119           | 23            |
| Sandra Robatscher      | 111     | 23          |                |                | 111           | 24            |
| Barbara Allmaier       | 109     | 24          |                |                | 109           | 25            |
| Verónica María Ravenna | 107     | 25          |                |                | 107           | 26            |
| Elsa Desmond           | 102     | 26          |                |                | 102           | 27            |
| Embyr-Lee Susko        | 102     | 26          |                |                | 102           | 27            |
| Wang Peixuan           | 99      | 29          |                |                | 99            | 29            |
| Tereza Nosková         | 83      | 30          |                |                | 83            | 30            |
| Caitlin Nash           | 81      | 31          |                |                | 81            | 31            |
| Julianna Tunyzka       | 71      | 32          |                |                | 71            | 32            |
| Anna Schkret           | 69      | 33          |                |                | 69            | 33            |
| Jung Hye-sun           | 65      | 34          |                |                | 65            | 34            |
| Emma Erickson          | 57      | 35          |                |                | 57            | 35            |
| Zhou Liangziting       | 52      | 36          |                |                | 52            | 36            |
| Frančeska Bona         | 47      | 37          |                |                | 47            | 37            |
| Xin Lihui              | 46      | 38          |                |                | 46            | 38            |
| Carolyn Maxwell        | 36      | 39          |                |                | 36            | 39            |
| Anna Čežíková          | 23      | 40          |                |                | 23            | 40            |
| Dorothea Schwarz       | 23      | 40          |                |                | 23            | 40            |
| Lucie Jansová          | 19      | 42          |                |                | 19            | 42            |
| Annalena Huber         | 16      | 43          |                |                | 16            | 43            |
| Sophia Gordon          | 16      | 43          |                |                | 16            | 43            |
| Shin Yu-bin            | 11      | 45          |                |                | 11            | 45            |
| Emma Triin Seer        |         |             |                |                |               |               |

#### Einsitzer der Männer
| Athlet                     | Weltcup | Weltcup     | Sprint-Weltcup | Sprint-Weltcup | Gesamtweltcup | Gesamtweltcup |
| Athlet                     | Punkte  | Platzierung | Punkte         | Platzierung    | Punkte        | Platzierung   |
| -------------------------- | ------- | ----------- | -------------- | -------------- | ------------- | ------------- |
| Max Langenhan              | 710     | 1           | 260            | 1              | 970           | 1             |
| Kristers Aparjods          | 660     | 2           | 181            | 3              | 841           | 2             |
| Felix Loch                 | 520     | 4           | 245            | 2              | 765           | 3             |
| Jonas Müller               | 578     | 3           | 145            | 7              | 723           | 4             |
| David Gleirscher           | 484     | 6           | 171            | 4              | 655           | 5             |
| Nico Gleirscher            | 491     | 5           | 162            | 6              | 653           | 6             |
| Dominik Fischnaller        | 478     | 7           | 143            | 8              | 621           | 7             |
| Wolfgang Kindl             | 439     | 8           | 167            | 5              | 606           | 8             |
| Tucker West                | 342     | 9           | 105            | 9              | 447           | 9             |
| Jonathan Eric Gustafson    | 316     | 10          | 71             | 12             | 387           | 10            |
| Gints Bērziņš              | 291     | 11          | 84             | 11             | 375           | 11            |
| Alexander Michael Ferlazzo | 247     | 14          | 90             | 10             | 337           | 12            |
| Anton Dukatsch             | 270     | 13          | 64             | 13             | 334           | 13            |
| Leon Felderer              | 276     | 12          | 36             | 16             | 312           | 14            |
| Andrij Mandsij             | 243     | 15          | 34             | 18             | 277           | 15            |
| Svante Kohala              | 196     | 18          | 60             | 14             | 256           | 16            |
| Jozef Ninis                | 224     | 16          | 26             | 20             | 250           | 17            |
| Timon Grancagnolo          | 199     | 17          | 39             | 15             | 238           | 18            |
| Alex Gufler                | 194     | 20          | 26             | 20             | 220           | 19            |
| Valentin Crețu             | 195     | 19          |                |                | 195           | 20            |
| David Nößler               | 122     | 23          | 36             | 16             | 158           | 21            |
| Marián Skupek              | 153     | 21          |                |                | 153           | 21            |
| Hunter Harris              | 122     | 23          | 26             | 20             | 148           | 23            |
| Eduard-Mihai Crăciun       | 139     | 22          |                |                | 139           | 23            |
| Kaspars Rinks              | 86      | 25          |                |                | 86            | 25            |
| Liu Shaonan                | 85      | 26          |                |                | 85            | 26            |
| Bao Zhenyu                 | 77      | 27          |                |                | 77            | 27            |
| Mateusz Sochowicz          | 76      | 28          |                |                | 76            | 28            |
| Mirza Nikolajev            | 75      | 29          |                |                | 75            | 29            |
| Danylo Marzynowskyj        | 74      | 30          |                |                | 74            | 30            |
| Dylan Morse                | 63      | 31          |                |                | 63            | 31            |
| Christopher Mazdzer        | 32      | 42          | 30             | 19             | 62            | 32            |
| Li Jing                    | 56      | 32          |                |                | 56            | 32            |
| Walter Vikström            | 51      | 34          |                |                | 51            | 34            |
| Lukas Peccei               | 48      | 34          |                |                | 48            | 35            |
| Mathis Ertel               | 48      | 34          |                |                | 48            | 35            |
| Rasmus Moberg              | 44      | 36          |                |                | 44            | 37            |
| Roberts Dreimanis          | 43      | 37          |                |                | 43            | 38            |
| Matthew Greiner            | 37      | 38          |                |                | 37            | 39            |
| Hamza Pleho                | 35      | 39          |                |                | 35            | 40            |
| Luka Mtschedliani          | 34      | 40          |                |                | 34            | 41            |
| Seiya Kobayashi            | 33      | 41          |                |                | 33            | 42            |
| Arkadiusz Trojga           | 31      | 43          |                |                | 31            | 43            |
| Theo Downey                | 24      | 44          |                |                | 24            | 44            |
| Christián Bosman           | 20      | 45          |                |                | 20            | 45            |
| Lovro Kovačić              | 13      | 46          |                |                | 13            | 46            |
| Aidan Mueller              | 12      | 47          |                |                | 12            | 47            |
| Tian Badžukov              | 6       | 48          |                |                | 6             | 48            |

#### Doppelsitzer der Frauen
| Athletinnen                                    | Weltcup | Weltcup     | Sprint-Weltcup | Sprint-Weltcup | Gesamtweltcup | Gesamtweltcup |
| Athletinnen                                    | Punkte  | Platzierung | Punkte         | Platzierung    | Punkte        | Platzierung   |
| ---------------------------------------------- | ------- | ----------- | -------------- | -------------- | ------------- | ------------- |
| Andrea Vötter / Marion Oberhofer               | 725     | 2           | 230            | 2              | 955           | 1             |
| Jessica Degenhardt / Cheyenne Rosenthal        | 780     | 1           | 115            | 7              | 895           | 2             |
| Dajana Eitberger / Saskia Schirmer             | 661     | 3           | 225            | 3              | 886           | 3             |
| Selina Egle / Lara Kipp                        | 574     | 4           | 285            | 1              | 859           | 4             |
| Chevonne Forgan / Sophia Kirkby                | 511     | 5           | 195            | 4              | 706           | 5             |
| Olena Stezkiw / Oleksandra Moch                | 324     | 7           | 125            | 5              | 449           | 6             |
| Maya Chan / Reannyn Weiler                     | 330     | 6           | 96             | 8              | 426           | 7             |
| Raluca Strămăturaru / Mihaela-Carmen Manolescu | 302     | 8           | 118            | 6              | 420           | 8             |
| Adikeyoumu Gulijienaiti / Jiaying Zhao         | 261     | 9           | 82             | 10             | 343           | 9             |
| Nikola Domowicz / Dominika Piwkowska           | 227     | 10          | 66             | 12             | 293           | 10            |
| Viktorija Ziediņa / Selīna Zvilna              | 202     | 12          | 85             | 9              | 287           | 11            |
| Anna Čežíková / Lucie Jansová                  | 208     | 11          | 71             | 11             | 279           | 12            |
| Anda Upīte / Zane Kaluma                       | 197     | 13          | 60             | 13             | 257           | 13            |
| Anda Upīte / Kitija Bogdanova                  | 195     | 14          | 50             | 14             | 245           | 14            |
| Natascha Chytrenko / Wiktorija Kowal           | 120     | 15          |                |                | 120           | 15            |
| Marta Robežniece / Kitija Bogdanova            | 102     | 16          |                |                | 102           | 16            |
| Anda Upīte / Sanija Ozoliņa                    | 46      | 18          | 42             | 15             | 88            | 17            |
| Elisa Storch / Pauline Patz                    | 62      | 17          |                |                | 62            | 18            |
| Embyr-Lee Susko / Beattie Podulsky             | 46      | 18          |                |                | 46            | 19            |
| Lisa Zimmermann / Dorothea Schwarz             | 42      | 20          |                |                | 42            | 20            |

#### Doppelsitzer der Männer
| Athleten                                   | Weltcup | Weltcup     | Sprint-Weltcup | Sprint-Weltcup | Gesamtweltcup | Gesamtweltcup |
| Athleten                                   | Punkte  | Platzierung | Punkte         | Platzierung    | Punkte        | Platzierung   |
| ------------------------------------------ | ------- | ----------- | -------------- | -------------- | ------------- | ------------- |
| Thomas Steu / Wolfgang Kindl               | 741     | 1           | 225            | 2              | 966           | 1             |
| Tobias Wendl / Tobias Arlt                 | 660     | 2           | 225            | 2              | 885           | 2             |
| Mārtiņš Bots / Roberts Plūme               | 630     | 3           | 246            | 1              | 876           | 3             |
| Hannes Orlamünder / Paul Gubitz            | 534     | 5           | 202            | 4              | 736           | 4             |
| Juri Gatt / Riccardo Schöpf                | 535     | 4           | 166            | 5              | 701           | 5             |
| Emanuel Rieder / Simon Kainzwaldner        | 442     | 6           | 144            | 6              | 566           | 6             |
| Yannick Müller / Armin Frauscher           | 381     | 8           | 144            | 6              | 525           | 7             |
| Zachary DiGregorio / Sean Hollander        | 391     | 7           | 134            | 8              | 525           | 7             |
| Ivan Nagler / Fabian Malleier              | 381     | 8           | 66             | 13             | 447           | 9             |
| Dana Kellogg / Frank Ike                   | 308     | 11          | 98             | 9              | 406           | 10            |
| Eduards Ševics-Mikeļševics / Lūkass Krasts | 318     | 10          | 85             | 11             | 403           | 11            |
| Ludwig Rieder / Lukas Gufler               | 300     | 12          | 94             | 10             | 394           | 12            |
| Moritz Jäger / Valentin Steudte            | 293     | 13          | 55             | 15             | 348           | 13            |
| Tomáš Vaverčák / Matej Zmij                | 249     | 14          | 68             | 12             | 317           | 14            |
| Wojciech Chmielewski / Jakub Kowalewski    | 240     | 15          | 66             | 13             | 306           | 15            |
| Ihor Hoj / Nasarij Katschmar               | 204     | 16          | 30             | 18             | 234           | 16            |
| Marian Gîtlan / Darius Șerban              | 200     | 17          | 26             | 19             | 226           | 17            |
| Devin Wardrope / Cole Anthony Zajanski     | 175     | 19          | 32             | 17             | 207           | 18            |
| Saikeyi Jubayi / Shuo Hou                  | 180     | 18          | 0              | 20             | 180           | 19            |
| Huang Yebo / Peng Junyue                   | 156     | 20          |                |                | 156           | 20            |
| Tudor-Ștefan Handaric / Sebastian Motzca   | 154     | 21          |                |                | 154           | 21            |
| Park Jin-yong / Jung Myung-cho             | 105     | 22          |                |                | 105           | 22            |
| Raimonds Baltgalvis / Vitālijs Jegorovs    | 96      | 23          |                |                | 96            | 23            |
| Wadym Mykyjewytsch / Bohdan Babura         | 90      | 24          |                |                | 90            | 24            |
| Max Ewald / Jakob Jannusch                 | 34      | 26          | 39             | 16             | 73            | 25            |
| Christián Bosman / Michal Macko            | 43      | 25          |                |                | 43            | 26            |
| Marcus Mueller / Ansel Haugsjaa            | 24      | 27          |                |                | 24            | 27            |

#### Teamstaffel
| Platzierung | Athletin            | Punkte |
| ----------- | ------------------- | ------ |
| 1           | Deutschland         | 540    |
| 2           | Österreich          | 446    |
| 3           | Vereinigte Staaten  | 410    |
| 4           | Lettland            | 380    |
| 5           | Italien             | 300    |
| 6           | Ukraine             | 290    |
| 7           | Rumänien            | 205    |
| 8           | Volksrepublik China | 185    |
| 9           | Polen               | 148    |
| 10          | Kanada              | 50     |

### Nationencup

#### Einsitzer der Frauen
| Platzierung | Athletin               | Punkte |
| ----------- | ---------------------- | ------ |
| 1           | Verena Hofer           | 629    |
| 2           | Nina Zöggeler          | 539    |
| 3           | Trinity Ellis          | 394    |
| 4           | Barbara Allmaier       | 324    |
| 5           | Sigita Bērziņa         | 320    |
| 6           | Tove Kohala            | 314    |
| 7           | Ioana-Corina Buzatoiu  | 301    |
| 8           | Summer Britcher        | 300    |
| 9           | Olena Stezkiw          | 283    |
| 10          | Embyr-Lee Susko        | 227    |
| 11          | Huilan Hu              | 224    |
| 12          | Wang Peixuan           | 216    |
| 13          | Verónica María Ravenna | 211    |
| 14          | Frančeska Bona         | 206    |
| 15          | Klaudia Domaradzka     | 203    |
| 16          | Ashley Farquharson     | 200    |
| 17          | Zane Kaluma            | 193    |
| 18          | Sandra Robatscher      | 185    |
| 18          | Hannah Prock           | 185    |
| 20          | Elsa Desmond           | 184    |
| 21          | Melina Fischer         | 181    |
| 22          | Caitlin Nash           | 156    |
| 23          | Julianna Tunyzka       | 146    |
| 24          | Anna Schkret           | 123    |
| 24          | Emma Erickson          | 123    |
| 26          | Tereza Nosková         | 121    |
| 27          | Jung Hye-sun           | 117    |
| 28          | Dorothea Schwarz       | 116    |
| 29          | Zhou Liangziting       | 78     |
| 30          | Carolyn Maxwell        | 78     |
| 31          | Xin Lihui              | 70     |
| 32          | Midori Holland         | 70     |
| 33          | Kailey Allan           | 46     |
| 33          | Brittney Arndt         | 46     |
| 35          | Anna Čežíková          | 45     |
| 36          | Lucie Jansová          | 38     |
| 37          | Annalena Huber         | 26     |
| 37          | Sophia Gordon          | 26     |
| 39          | Shin Yu-bin            | 22     |
| 40          | Emma Triin Seer        | 0      |

#### Einsitzer der Männer
| Platzierung | Athletin                   | Punkte |
| ----------- | -------------------------- | ------ |
| 1           | Gints Bērziņš              | 515    |
| 2           | Jozef Ninis                | 507    |
| 3           | Anton Dukatsch             | 456    |
| 4           | Andrij Mandsij             | 435    |
| 5           | Alexander Michael Ferlazzo | 412    |
| 6           | Alex Gufler                | 395    |
| 7           | Svante Kohala              | 347    |
| 8           | Valentin Crețu             | 329    |
| 9           | Marián Skupek              | 312    |
| 10          | Timon Grancagnolo          | 263    |
| 11          | Kaspars Rinks              | 241    |
| 12          | Jonathan Eric Gustafson    | 221    |
| 13          | Hunter Harris              | 205    |
| 13          | Eduard-Mihai Crăciun       | 199    |
| 15          | Bao Zhenyu                 | 165    |
| 16          | Li Jing                    | 147    |
| 17          | Mirza Nikolajev            | 143    |
| 18          | Danylo Marzynowskyj        | 136    |
| 19          | Liu Shaonan                | 135    |
| 20          | Mathis Ertel               | 134    |
| 21          | Noah Kallan                | 125    |
| 22          | Mateusz Sochowicz          | 124    |
| 22          | David Nößler               | 124    |
| 24          | Lukas Peccei               | 120    |
| 25          | Dylan Morse                | 100    |
| 26          | Matthew Greiner            | 116    |
| 27          | Florian Müller             | 113    |
| 28          | Tucker West                | 100    |
| 29          | Walter Vikström            | 87     |
| 30          | Rasmus Moberg              | 78     |
| 31          | Roberts Dreimanis          | 66     |
| 32          | Fabio Zauser               | 65     |
| 33          | Christopher Mazdzer        | 60     |
| 34          | Seiya Kobayashi            | 58     |
| 35          | Hamza Pleho                | 52     |
| 36          | Luka Mtschedliani          | 50     |
| 36          | Theo Downey                | 50     |
| 38          | Christián Bosman           | 41     |
| 39          | Aidan Mueller              | 39     |
| 40          | Leon Felderer              | 36     |
| 41          | Lovro Kovačić              | 34     |
| 42          | Tian Badžukov              | 27     |
| 43          | Arkadiusz Trojga           | 24     |

#### Doppelsitzer der Frauen
| Platzierung | Athletin                               | Punkte |
| ----------- | -------------------------------------- | ------ |
| 1           | Anda Upīte / Zane Kaluma               | 285    |
| 2           | Marta Robežniece / Kitija Bogdanova    | 185    |
| 3           | Elisa Storch / Pauline Patz            | 130    |
| 4           | Adikeyoumu Gulijienaiti / Jiaying Zhao | 115    |
| 5           | Embyr-Lee Susko / Beattie Podulsky     | 100    |
| 6           | Dajana Eitberger / Saskia Schirmer     | 100    |
| 7           | Viktorija Ziediņa / Selīna Zvilna      | 85     |
| 7           | Natascha Chytrenko / Wiktorija Kowal   | 85     |
| 7           | Olena Stezkiw / Oleksandra Moch        | 85     |
| 10          | Anna Čežíková / Lucie Jansová          | 70     |
| 10          | Lisa Zimmermann / Dorothea Schwarz     | 70     |

#### Doppelsitzer der Männer
| Platzierung | Athletin                                         | Punkte |
| ----------- | ------------------------------------------------ | ------ |
| 1           | Marian Gîtlan / Darius Șerban                    | 435    |
| 2           | Ihor Hoj / Nasarij Katschmar                     | 413    |
| 3           | Ludwig Rieder / Lukas Gufler                     | 380    |
| 4           | Tomáš Vaverčák / Matej Zmij                      | 365    |
| 5           | Saikeyi Jubayi / Shuo Hou                        | 363    |
| 6           | Devin Wardrope / Cole Anthony Zajanski           | 328    |
| 7           | Dana Kellogg / Frank Ike                         | 315    |
| 8           | Huang Yebo / Peng Junyue                         | 299    |
| 9           | Zachary DiGregorio / Sean Hollander              | 285    |
| 10          | Moritz Jäger / Valentin Steudte                  | 255    |
| 11          | Tudor-Ștefan Handaric / Sebastian Motzca         | 237    |
| 12          | Park Jin-yong / Jung Myung-cho                   | 237    |
| 13          | Raimonds Baltgalvis / Vitālijs Jegorovs          | 220    |
| 14          | Max Ewald / Jakob Jannusch                       | 210    |
| 15          | Ivan Nagler / Fabian Malleier                    | 185    |
| 16          | Eduards Ševics-Mikeļševics / Lūkass Krasts       | 145    |
| 17          | Wadym Mykyjewytsch / Bohdan Babura               | 108    |
| 18          | Thomas Steu / Wolfgang Kindl                     | 100    |
| 19          | Christián Bosman / Michal Macko                  | 75     |
| 20          | Marcus Mueller / Ansel Haugsjaa                  | 70     |
| 21          | Jānis Gruzdulis-Borovojs / Ēdens-Eduards Čepulis | 50     |